# Synchronicity (álbum de Olivia)
Synchronicity es el primer álbum de estudio de la cantante japonesa/americana Olivia, lanzado al mercado el día 6 de diciembre del año 2000 bajo el sello avex trax.
- Datos: Q211683